# Dangriga
Dangriga, voorheen bekend als Stann Creek Town, is een stad in Belize, gelegen aan de monding van de Stann Creek River aan de Caribische Zee. Het is de hoofdstad van het district Stann Creek. Lange tijd was Dangriga de tweede stad van het land na Belize City, maar recentelijk is de stad in inwonertal gepasseerd door Orange Walk Town. Dangriga heeft ongeveer 9100 inwoners. In Belize heeft Dangriga de bijnaam Culturele hoofdstad door de mix van culturen en bevolkingsgroepen.
Dangriga werd gesticht onder de naam "Stann Creek Town" als handels- en houtkappost aan het eind van de 17e eeuw. De bevolking is een mix van Garifunas, Creolen en mestiezen.